# Túnez en los Juegos Paralímpicos de Atlanta 1996
Túnez estuvo representado en los Juegos Paralímpicos de Atlanta 1996 por tres deportistas, dos hombres y una mujer.

## Medallistas
El equipo paralímpico tunecino obtuvo las siguientes medallas:
| Nombre            | Deporte   | Evento                         |
| ----------------- | --------- | ------------------------------ |
| Oro               |           |                                |
| —                 |           |                                |
| Plata             |           |                                |
| Abdelyabar Difalá | Atletismo | Disco F36 masculino            |
| Wisam Ben Bahri   | Atletismo | Salto de longitud MH masculino |
| Bronce            |           |                                |
| —                 |           |                                |